# Z/OS

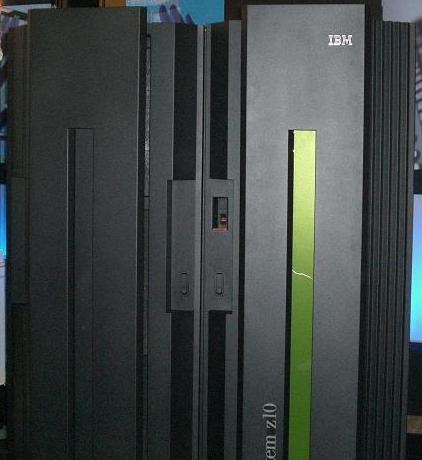
Exemple: Mainframe IBM System Z10.

z/OS és un sistema operatiu de 64 bits per a mainframes IBM z/Architecture, introduït per IBM l'octubre del 2000. Deriva i és el successor d'OS/390, que al seu torn va ser precedit per una sèrie de versions MVS. Igual que OS/390, z/OS combina una sèrie de productes relacionats abans separats, alguns dels quals encara són opcionals. z/OS té els atributs dels sistemes operatius moderns, però també conserva bona part de la funcionalitat antiga originada als anys 60 i encara s'utilitza habitualment: z/OS està dissenyat per a la compatibilitat enrere.

## Característiques
z/OS admet instal·lacions estables de mainframe com ara CICS, COBOL, IMS, PL/I, IBM Db2, RACF, SNA, IBM MQ, mètodes d'accés a dades orientats a registres, REXX, CLIST, SMP/E, JCL, TSO/E i ISPF, entre d'altres. Tanmateix, z/OS també implementa API i aplicacions Java de 64 bits, C, C++ i UNIX (especificació única UNIX) mitjançant els serveis del sistema UNIX– L'Open Group certifica z/OS com a sistema operatiu UNIX compatible – amb HFS jeràrquic d'estil UNIX/Linux i sistemes de fitxers zFS. Aquestes compatibilitats fan que z/OS sigui capaç d'executar una sèrie de programari comercial i de codi obert. z/OS es pot comunicar directament mitjançant TCP/IP, inclòs IPv6, i inclou servidors HTTP estàndard (un de Lotus, l'altre derivat d'Apache) juntament amb altres serveis comuns com SSH, FTP, NFS i CIFS /SMB. z/OS està dissenyat per a una alta qualitat de servei (QoS), fins i tot dins d'una única instància del sistema operatiu, i té la capacitat de clúster Parallel Sysplex integrada.
z/OS té un gestor de càrrega de treball (WLM) i un despatxador que gestiona automàticament nombroses unitats de treball allotjades simultàniament que s'executen en espais d'adreces protegits amb claus separats d'acord amb objectius ajustables dinàmicament. Aquesta capacitat admet inherentment la multitenència dins d'una única imatge del sistema operatiu. Tanmateix, els mainframes moderns d'IBM també ofereixen dos nivells addicionals de virtualització: LPAR i (opcionalment) z/VM.
Des dels seus inicis, z/OS ha tingut adreçament trimodal (24 bits, 31 bits i 64 bits). Fins a la versió 1.5, el propi z/OS podria començar en mode ESA/390 de 31 bits o z/Arquitectura de 64 bits, de manera que podria funcionar amb maquinari més antic, encara que sense la possibilitat d'executar aplicacions de 64 bits en aquestes màquines. (Només el maquinari z/Architecture més nou fabricat a partir de l'any 2000 pot executar codi de 64 bits.) El suport d'IBM per a z/OS 1.5 va finalitzar el 31 de març de 2007 i, des d'aleshores, z/OS només s'admet als mainframes z/Architecture i només s'executa en mode de 64 bits. Els programadors d'aplicacions encara poden utilitzar qualsevol mode d'adreçament: totes les aplicacions, independentment dels seus modes d'adreçament, poden coexistir sense modificacions, i IBM manté el compromís amb la compatibilitat enrere trimodal. Tanmateix, un nombre creixent de productes i aplicacions de middleware, com ara DB2 versió 8 i superior, ara requereixen i exploten l'adreçament de 64 bits.